# 黄腹梅花雀
黄腹梅花雀（学名：Coccopygia quartinia），是梅花雀科黃腹梅花雀屬的一种，分布于安哥拉、赞比亚、苏丹、埃塞俄比亚、马拉维、肯尼亚、厄立特里亚、坦桑尼亚、卢旺达、布隆迪、刚果民主共和国、乌干达和莫桑比克。